# سفارة دولة فلسطين لدى مالطا
سفارة دولة فلسطين لدى مالطا هي الممثلية الدبلوماسية العُليا لدولة فلسطين لدى مالطا. تقع السفارة في سويقي.